# Pierre Gaste
Pierre Gaste, né le 30 octobre 1937 à Bouchemaine (Maine-et-Loire), est un dessinateur et peintre français.

## Biographie
Diplômé des Beaux-Arts d'Angers en 1962. Professeur aux Beaux-Arts d'Angoulême de 1984 jusqu'en 2003. Il obtient le Prix Fénéon de peinture en 1969.  1er Prix de dessin du Salon de Montrouge en 1977. 
Il a réalisé une peinture sur trois châssis tendus de 6,50m de développé par 3,60 de hauteur pour le hall de l'immeuble Vermont à La Défense (Architecte : Philippe Boyer) en 1988.
Il a vécu, dessiné et peint, principalement, dans le Maine-et-Loire.

## Expositions

### Personnelles
- 2023 : Les 2 Pierre : Pierre Gaste et Pierre de Chevilly, Galerie Malebranche en Campagne, Val en Vignes, France.
- 2022 : Pierre Gaste, peintre de la nature, Salle des Fêtes de la Mairie du 5ème, Paris.
- 2021 : Galerie Malebranche en Campagne, Val en Vignes, France, *2021: Grange du Château de Bouillé-Saint-Paul, Val en Vignes, France.
- 2020 : L'apparition par la Poudre, Peintures et Dessins sur Calques, Galerie Malebranche, Paris
- 2019 : Autour d'Hokusai, Galerie Malebranche, Paris, *2019: Retour au Jardin, Galerie Jardins François, Préaux-du-Perche, France.
- 2018 : Pierre Gaste et la Baigneuse d'Ingres, Galerie Malebranche, Paris, *2018: Dans les Jardins du Peintre, Galerie Malebranche, Paris.
- 2017 : Peintures, Calques et Dessins, Galerie Malebranche, Paris[2].
- 2016 : Rétrospective : Une sélection de peintures et calques, Conservatoire des Arts, Montigny-le-Bretonneux, *2016: Un peintre, un écrivain : Pierre Gaste, Henri-Alexis Baatsch, Galerie Malebranche, Paris.
- 2014 : Travaux récents 2013-2014, Galerie Malebranche, Paris.Vidéo Youtube : La peinture de Pierre Gaste vu par Henri-Alexis Baatsch.
- 2013 : Impressions Calque Air, Galerie Atelier des Marches, Paris.
- 2010 : Phalanstère, une communauté d'images, Galerie Frédéric Moisan, Paris. Catalogue de l'exposition : texte de Henri-Alexis Baatsch.
- 2009 : Peintures et calques, Galerie Frédéric Moisan, Paris.Texte de Henri-Alexis Baatsch.
- 2007 : Invité d'honneur du 7eme Salon d'Art de Saint-Laurent-Lolmie, France.
- 2006 : Espace Michèle Cointe - Marches à Suivre, Paris.
- 2005 : Regarder la Peinture, Espace Michèle Cointe - Marches à Suivre, Paris. Soirée-débat avec Michèle Cointe et Henri-Alexis Baatsch.
- 2004 : Traits intérieurs, Espace Michèle Cointe - Marches à Suivre, Paris
- 2001 : Grandes Feuilles, Galerie Katryn Boudet, Paris.
- 2000 : Peintures et Calques, Galerie Claire de Villaret, Paris.
- 1999 : Pierre Gaste: Pitture e Pergamene, La Galleria Jean Blanchaert, Milan - Italie ,*1999 : Peintures et Dessins, Galerie Jardins François, Préaux-du-Perche, France.
- 1995 : Pierre Gaste - Jean-Max Albert : Recent Works, Fleeting White Space, Antwerpen.
- 1993 : Peintures, Gouaches et Dessins, Galerie du Pontgirard, Monceaux-au-Perche - Orne, France.
- 1992 : Terre sur papier - Œuvres 1991-1992, Galerie Alain Oudin, Paris.Catalogue de l'exposition : texte de Michèle Cointe.
- 1991 : Eaux-fortes et Empreintes, Monotypes 1980-1991, SAGA 91, Galerie Alain Oudin, Paris.
- 1990 : Travaux récents 1990, Galerie Duras - Martine Queval, Paris.
- 1989 : Papier, Clair-Obscur - Travaux récents - 1987-1989, Galerie Alain Oudin, Paris[3]. Catalogue de l'exposition : texte de Gilles Plazy et Philippe Sergeant.
- 1987 : Les Dessins de l'été 1987, Espace Michèle Cointe - Marches à Suivre, Paris.
- 1985 : Pierre Gaste - Bernard Faucon, Galerie de Prêt d'Angers, France. Catalogue de l'exposition : textes de Yves Souben, Philippe Sergeant et Robert Musil.
- 1984 : Dix ans autour de l'Arbre, Espace Michèle Cointe - Marches à Suivre, Paris, *1984 : Dessins, Galerie Le Lutrin, Lyon, France.
- 1983 : Galerie de Séoul, Corée du Sud. Catalogue de l'exposition : texte de Philippe Sergeant.
- 1982 : Hôtel Saint-Simon, ACAPA (Association du Centre d'Art Plastiques d'Angoulème), France. Catalogue de l'exposition : texte de Philippe Sergeant.
- 1981 ; Galerie Mithra, Paris. Catalogue de l'exposition : texte de Gilles Dajoux[4] .
- 1979 : Galerie Pierre Robin, Paris.
- 1978 : Centre National d'Art Graphique - 11 Rue Berryer, Paris.*1978 : Galerie Noire, Paris.
- 1976 : Hôtel d'Escoville, Caen, France.
- 1975 : Galerie Le Soleil dans la tête, Paris.
- 1974 : Prieuré de Vivoin, Sarthe, France.
- 1973 : Galerie Le Soleil dans la tête, Paris.
- 1972 : Maison de la Culture d'Argenteuil[4].
- 1971 : Focus Art Gallery, Londres.
- 1970 : Maison de la Culture d'Argenteuil.
- 1964 : Galerie du Faubourg Saint Honoré, Paris.
- 1962 : Centre Culturel de Nancy.

### Salons
- 1991 : SAGA - Paris. One man show, avec la collaboration de la Galerie Alain Oudin, Paris.
- 1979 : Salon de Montrouge
- 1977 : Salon de Montrouge - 1er Prix de Dessin
- 1975 : Salon Nouvelles Figurations
- 1975 : Salon de Mai - Paris
- 1971 : VIIe Biennale de Paris - Parc Floral de Paris, Bois de Vincennes.
- 1969 : VIe Biennale de Paris - Musée d'art moderne de la ville de Paris
- 1965 : XXIe Salon de Mai - Musée d'art moderne de la ville de Paris

### Expositions de groupe
- 2013 : Ouvrir l'œil, Galerie Atelier des Marches, Paris.
- 1990 : FIAC, Galerie Alain Oudin, Paris.
- 1989 : Les Prix de Montrouge 76-89, Salon de Montrouge
- 1986 : Hommage à J.Craven, Centre culturel de Saint Savin
- 1985 : Hommage à Henri Matisse : 5 dessinateurs, les chemins de la création, Tanlay. Catalogue de l'exposition : texte de Jean-Jacques Lévêque.* 1985 : Cas de figure, Portraits d'Artistes, Angoulême. Catalogue de l'exposition : texte de Philippe Sergeant.
- 1983 : Les Gens - les Esprits, Musée de Séoul, Corée du Sud.
- 1983 : 13 peintres et sculpteurs, Salle St Jean, Hôtel de Ville de Paris. Catalogue de l'exposition : texte de Philippe Sergeant. *1983 : Expositions à Angoulême, France et Reus, Tarragone, Espagne. *1983 : Galerie Claude Bernard Jeunes, Paris.
- 1982 : Galerie Claude Bernard Jeunes, Paris. *1982 : Dessins français contemporains, Musée-galerie de la Seita, Paris et Musée de Knoxville, Tennessee, USA.
- 1981 : Galerie Mithra, Paris.* 1981 : Vivian Veteau, Paris
- 1979 : A quoi bon la poésie, Galerie Nina Dausset, Paris.
- 1978 : Trois peintres, Galerie Noire, Paris.
- 1977 : Dessins, Galerie des Grands Augustins, Paris.
- 1976 : La Galerie Le Soleil dans la Tête, Maison de la Culture et des Loisirs de Saint-Etienne. Catalogue de l'exposition : texte de Pierre Gaudibert.
- 1975 : Serres, Hôtel d'Escoville, Caen.
- 1974 : Hommage à Jarry, Galerie Le Soleil dans la Tête, Paris.
- 1965 : Centre Culturel de Verderonne.
- 1964 : Exposition Internationale de Bruxelles, Belgique.

## Articles et ouvrages en collaboration
- Matisse parmi les Jeunes : Jean-Jacques Lévêque, La Vie française 16-09-1985[5].
- Marie-Christine Hugonot, Le Quotidien de Paris 09-06-1983
- Expo Hôtel de Ville de Paris : Télérama 04-06-1983, Matin Magazine 11-06-1983
- Illustrations de La Dictature Dorée, Michèle Cointe, Edition Bordas et Fils[6].
- Expos Solo, Galerie Noire et rue Berryer : Gilles Plazy, Le Quotidien de Paris 03-1978.
- Expo Solo rue Berryer : Geneviève Breerette, Le Monde 24-03-1978.
- Wozu, Edition Le Soleil Noir, 1978.